# Белорусско-эсватинские отношения
Белорусско-эсватинские отношения — это двусторонние дипломатические отношения между Беларусью и Эсватини. Отношения были установлены 4 июня 2024 года.

## История отношений
4 июня 2024 года в Претории в торжественной обстановке было подписано Совместное коммюнике об установлении дипломатических отношений между Республикой Беларусь и Королевством Эсватини. В церемонии приняли участие Посол Беларуси в ЮАР Игорь Белый и Высокий комиссар Посольства Эсватини в ЮАР Линдиве Кунене.